# Dannine Avara
Dannine Avara (nascida em 1964), é uma herdeira bilionária da família Duncan, por meio da Enterprise Products, um gigante do oleoduto de energia que permanece sob controle familiar.

## Início da vida
Dannine Avara nasceu em 1964, filho de Billie e Dan Duncan. Billie era a segunda esposa de Dan. Seu pai, Dan Duncan, foi o cofundador da Enterprise Products.

## Carreira
Avara é um investidor. Ela herdou US$ 3,1 bilhões com a morte de seu pai. Devido à revogação temporária da lei do imposto sobre o patrimônio no ano de 2010, Duncan se tornou, junto com seu irmão Scott, o primeiro bilionário americano a não pagar imposto sobre o patrimônio desde sua promulgação.

## Vida pessoal
Avara é casada e mora em Houston. O patrimônio líquido da Avara é estimado em US$ 6,2 bilhões em 2019.